# Compsobraconoides albispina
Compsobraconoides albispina är en stekelart som först beskrevs av Cameron 1886.  Compsobraconoides albispina ingår i släktet Compsobraconoides och familjen bracksteklar. Inga underarter finns listade i Catalogue of Life.